# Завод пероксиду водню у Моррінсвіллі
Завод пероксиду водню у Моррінсвіллі (Morrinsville) — виробничий майданчик на Північному острові Нової Зеландії.
Завод ввів у дію в 1991 році хімічний гігант Dupont. Проєкт був викликаний очікуванням зростанням попиту на пероксиду водню, зокрема, зі сторони целюлозно-паперової промисловості. Втім, фактично попит лише знизився й у 1997-му Dupont оголосив про продаж своїх заводів пероксиду водню компанії Degussa AG (у 1998-му після злиття з Hüls AG дістала назву Degussa-Hüls AG, але вже у 2001-му після наступного злиття з SKW Trostberg AG повернулась до назви Degussa AG). У 2006-му Degussa AG придбав концерн RAG, який вже наступного року змінив назву на Evonik Industries AG.
Відносно потужності заводу відомо, що в 1995-му виробництво розширили до 17,5 тисячі тонн. Станом на 2000-й виробляли 14,5 тисячі тонн на рік, з яких половину експортували до Австралії (утримуючи 20—25 % ринку цієї країни).
Перший етап виробництва пероксиду полягає в отриманні водню, який продукують шляхом парового риформінгу метану (також останній використовується як паливо для цього процесу, що вимагає високої температури). Необхідний майданчику природний газ надходить через газопровід Те-Коухай – Вайто.